# Amparo Fort Sánchez
Amparo Fort Sánchez (Chiva, 4 de mayo de 1963) es una ejecutiva de banca jubilada y actual concejala del Ayuntamiento de Chiva. Fue elegida como la primera Alcaldesa de Chiva en las elecciones municipales de 2023 y fue desalojada del cargo por una moción de censura en diciembre de 2024. Durante su mandato fue también Presidenta de la Mancomunidad de la Hoya de Buñol-Chiva.

## Trayectoria política

### Inicio de su carrera política (septiembre 2021- enero 2023)[5]
Tras la enorme división interna generada en el Partido Popular de Chiva en las elecciones municipales de 2019. la dirección del PP de la Provincia de Valencia encabezada por Vicente Mompó tomó la decisión de instarurar una Gestora con el objetivo de reunificar el partido en la localidad
En septiembre de 2021, fue nombrado como Presidente de la Gestora del PP de Chiva el constructor Francisco "Paco" Villalba Martí. Paco Villalba fue concejal del Ayuntamiento de Chiva entre los años 1995 y 2003; y llevaba dos décadas totalmente desvinculado del partido hasta que fue rescatado por Vicente Mompó para unificar las dos facciones que estaban enfrentadas.
Amparo Fort Sánchez fue nombrada Secretaria General de la Gestora presidida por Paco Villalba. Amparo era una afiliada de base de la agrupación local y había colaborado durante los últimos años en el partido.
La imposición de la Gestora no fue bien recibida por el Grupo Municipal del Partido Popular de Chiva, quienes crearon sus propias redes sociales de Instagram y Facebook para no tener que coordinarse con la Gestora.
Paco y Amparo trabajaron conjuntamente para conseguir la aceptación del partido, unir las diferentes sensibilidades y buscar una candidatura de consenso entre las distintas facciones. Finalmente, tras la infructuosa candidatura de Sonia Sancho, en enero de 2023 se eligió como candidata a la Alcaldía de Chiva para las elecciones municipales de 2023 a Amparo Fort, ya que Paco Villalba se había comprometido a no ser él el candidato y a que su presidencia de la Gestora sería de carácter transitorio y temporal.